# William Press
William John Press (ur. 29 stycznia 1881 w Bermondsey w Londynie, zm. ?) – brytyjski zapaśnik walczący w stylu wolnym. Srebrny medalista olimpijski z Londynu 1908 w wadze koguciej do 54 kg.
Mistrz kraju w 1906 (58 kg).
- Turniej w Londynie 1908

Pokonał swoich rodaków: Henry Witheralla, Burta Sansoma i Fredericka Tomkinsa, a w finale przegrał z Amerykaninem George’em Mehnertem.